# Ronny Larsson
Ronny Erik Larsson, född 9 februari 1976 i Spånga församling, Stockholms län, är en svensk journalist och chefredaktör. 

## Biografi
Han är utbildad i journalistik vid Södertörns högskola och började år 2004 arbeta som journalist för tidningen QX, Sveriges största HBTQ-tidning och en av de största gratistidningarna. År 2015 axlade han rollen som chefredaktör för QX förlag, tillsammans med Anders Öhrman.
Larssons intresse för schlager placerade honom i juryn för Melodifestivalen 2017 och han har sedan 2007 varit en del i duon Schlagerprofilerna som rapporterat om Melodifestivalen och Eurovision för QX.